# Winia Electronics
Winia Electronics (кор. 위니아전자, колишня назва — Daewoo Electronics) — південнокорейська компанія з виробництва електроніки та побутової техніки, член південнокорейської Winia Group. Третя за величиною компанія з виробництва електроніки в Південній Кореї (після Samsung і LG).
У 2018 році Dayou Group (зараз Winia Group) завершила покупку Daewoo Electronics у Dongbu Group (зараз DB Group).
Winia Electronics є постачальником гандбольного клубу Paris Saint-Germain.

## Історія
Заснована в 1971 році, як частина чеболю Daewoo, вона перетворилася на глобальну компанію з понад 64 виробничими підприємствами, науково-дослідними центрами та центрами продажів у понад 40 країнах світу.
Крім виробництва товарів народного споживання, компанія уклала контракти з різними групами про створення місцевих виробничих підрозділів для виробництва кондиціонерів, холодильників і пральних машин.
У своїй історії компанії було звичним діяти як виробник OEM, продаючи свою продукцію під сторонніми брендами.
Daewoo Electronics Sales UK (DESUK) була заснована в листопаді 1993 року.
Материнська компанія оголосила про банкрутство у 1999 році, після азіатської фінансової кризи. Уряд Південної Кореї приступив до ліквідації чеболів, закриваючи нежиттєздатні компанії та продаючи життєздатні компанії конкурентам або групам кредиторів, як у випадку з Daewoo Electronics.
У жовтні 2010 року було оголошено, що група кредиторів, які володіли компанією, збиралася продати її іранській компанії з виробництва електроніки Entekhab Industrial Group, за ціною близько 519,3 мільйонів доларів США, після перемоги в змаганні за придбання зі шведською компанією Electrolux.
У червні 2011 року було оголошено, що кредитори Daewoo вирішили розірвати угоду з Entekhab Group через невизначеність фінансування. У відповідь Entekhab Group пригрозила судовим позовом.
Після багатьох років невдалих угод, у січні 2013 року Dongbu Group (зараз DB Group) погодилася придбати Daewoo Electronics за 270 мільйонів доларів США, щоб отримати ефект синергії з родинами Dongbu (особливо з Dongbu CNI, Dongbu Hiteck і Dongbu Steel). Daewoo Electronics стала членом групи Dongbu Group після завершення перегляду боргу.
Їй належать Winia Dimchae Co. Ltd, Daewoo Electronic Components Co. Ltd, Daewoo Electric Motor Industries Ltd, Orion Electric Co. Ltd і Praud.
Поточний корпоративний девіз Winia Electronics: «Зробити це легко».